# Dois Lajeados
Dois Lajeados är en kommun i Brasilien.   Den ligger i delstaten Rio Grande do Sul, i den södra delen av landet, 1 500 km söder om huvudstaden Brasília. Antalet invånare är 3 280.
I omgivningarna runt Dois Lajeados växer i huvudsak städsegrön lövskog. Runt Dois Lajeados är det glesbefolkat, med 16 invånare per kvadratkilometer.